# Colibri falle-vert
Eulampis holosericeus
Espèce
Répartition géographique
Statut de conservation UICN

 LC  : Préoccupation mineure
Statut CITES
Le Colibri falle-vert (Eulampis holosericeus) est une espèce d'oiseau-mouche (famille des Trochilidae).

## Description
La taille varie de 11 à 12 centimètres. Les mâles pèsent entre 5,5 à 7,8 g, tandis que les femelles, plus légères, pèsent entre 5 et 5,5 g. Le plumage est vert émeraude un peu métallisé. La queue est bleu foncé, le haut de la poitrine bleu-violet et le bas noir avec des reflets verts. Les plumes de la gorge, de la tête et de la poitrine sont un peu écailleuses. Le fin bec noir forme un arc de cercle. Les pattes sont courtes.

## Alimentation
Ce colibri se nourrit de nectar de fleur et d'insectes.

## Distribution
Cet oiseau est présent dans pratiquement toutes les petites Antilles, y compris en Guadeloupe et en Martinique, mais aussi aux îles Vierges et à Porto Rico.

## Habitat
Ce colibri préfère les zones sèches aux zones humides. Il vit principalement dans les sous-bois, dans les clairières en forêts sèches, dans les taillis et dans les savanes à bosquets mais aussi parfois dans les jardins fleuris autour des habitations.

## Reproduction et nidification
Le nid est généralement très bien caché et fixé assez haut. Il est construit avec du fil de coton, de la toile d'araignée, de la mousse et du lichen. La reproduction a lieu entre mars et juin. Les œufs sont blancs, ovales et font environ 10 millimètres.

## Sous-espèces
D'après Alan P. Peterson, il existe deux sous-espèces :
- Eulampis holosericeus holosericeus (Linnaeus, 1758) ;
- Eulampis holosericeus chlorolaemus Gould, 1857 — Grenade.